# Bágmatí (provincie)
Provincie Bágmatí (nepálsky: बाग्मती प्रदेश, Bágmatí Pradeš)   je jedna ze sedmi nepálských provincií zřízených nepálskou ústavou. Provincie je druhou nejlidnatější provincií Nepálu a pátou největší provincií podle rozlohy. Bágmatí sousedí s Tibetskou autonomní oblastí Číny na severu, provincií Gandaki na západě, provincií Kóší na východě, provincií Madhesh a indickým státem Bihár na jihu. V provincii, jejímž hlavním sídlem je Hetauda, se nachází také hlavní město země Káthmándú. Bágmátí je většinou kopcovitá a hornatá, a nachází se zde vrcholky hor včetně Gauríšankaru, Langtangu, Džugalu a Ganéše.
Je to nejlidnatější nepálská provincie, která se vyznačuje bohatou kulturní rozmanitostí, neboť zde žijí komunity a kasty jako Névárci, Tamangové, Madhesisové, Šerpové, Tharuové, Chepang, Jirel, Bráhmani, Chhetri, Marwari a další.  V posledních volbách do Sněmovny reprezentantů a Provinčního shromáždění, které se konaly v roce 2017, hostila největší počet voličů.

## Geografie

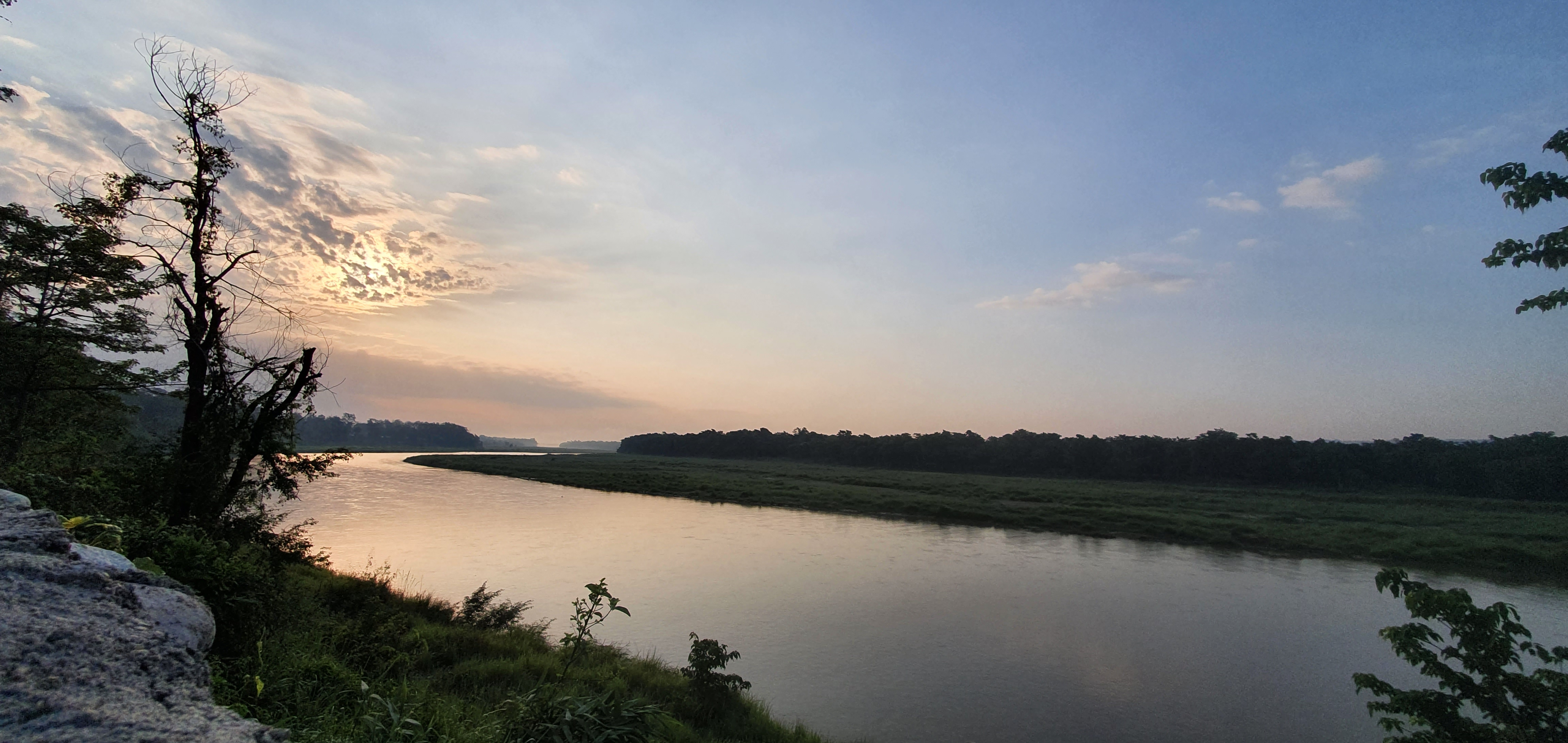
Pláně Chitwan

Provincie Bágmatí má rozlohu 20 300 km 2 což je asi 13,79 % celkové rozlohy Nepálu. Nadmořská výška provincie se pohybuje od 141 m u Golaghat v okrese Chitwan do 7 422 m v Ganešském Himálaji (hora Jangra Kangri). Provincie má dostatečně nízkou nadmořskou výšku, aby zde rostly listnaté, jehličnaté a zároveň vysokou na vysokohorské lesy. Celkem 27,29 % území pokrývají lesy. Teplota se mění v závislosti na nadmořské výšce. Provincií protéká 10 dílčích povodí a 33 velkých řek. Nejdelší řekou je Sunkoshi měřící 160 km.

## Demografie
Podle sčítání lidu v Nepálu z roku 2011 má provincie Bágmatí 5 433 818 obyvatel, z toho 2 761 224 žen a 2 672 594 mužů. Provincie má druhý nejvyšší počet obyvatel v zemi, bydlí v ní 21 % obyvatel Nepálu. Hustota obyvatelstva provincie je 270 lidí na kilometr čtvereční, což je druhá nejvyšší v zemi. 